# Quasi adulti
Quasi adulti (Almost Grown) è una serie televisiva statunitense in 13 episodi trasmessi per la prima volta nel corso di una sola stagione dal 1988 al 1989.
È una serie del genere drammatico che segue, tramite numerosi flashback, la vita di una coppia, Norman, che lavora in una radio, e Suzie, una regista, dai tempi della loro gioventù, negli anni sessanta, fino alla nascita dei figli ed al divorzio in corso.

## Personaggi e interpreti
- Norman Foley (13 episodi, 1988-1989), interpretato da Tim Daly.
- Suzie Long Foley (13 episodi, 1988-1989), interpretata da Eve Gordon.
- Joan Foley (13 episodi, 1988-1989), interpretata da Rita Taggart.
È la madre di Norman.
- Frank Foley (13 episodi, 1988-1989), interpretato da Michael Alldredge.
- Dick Long (13 episodi, 1988-1989), interpretato da Richard Schaal.
È il padre di Suzie.
- Joey Long (13 episodi, 1988-1989), interpretato da Albert Macklin.
È il fratello di Suzie.
- Anya Foley (13 episodi, 1988-1989), interpretata da Ocean Hellman.
È la figlia dodicenne di Norman e Suzie.
- Jackson Foley (13 episodi, 1988-1989), interpretato da Raffi Di Blasio.
È il figlio sedicenne di Norman e Suzie.
- Vi Long (13 episodi, 1988-1989), interpretata Anita Gillette.
È la madre di Suzie.
- Dottor Bob Keyes (3 episodi, 1988), interpretato da Malcolm Stewart.
È un chirurgo plastico il nuovo amore di Suzie.

### Guest star
Tra le guest star: John Blevins, Dean Hill, Bob Swain, Amy Lyndon, Steve Pacini.

## Produzione
La serie fu ideata da David Chase (creatore de I Soprano) e Lawrence Konner con Stephen Cragg come supervisore alla produzione. Le musiche furono composte da George A. Martin.

### Registi
Tra i registi sono accreditati:
- David Chase
- Stephen Cragg
- George Mendeluk
- Matt Nodella

### Sceneggiatori
Tra gli sceneggiatori sono accreditati:
- David Chase in 13 episodi (1988-1989)
- Lawrence Konner in un episodio (1988)
- Jeff Baron

## Distribuzione
La serie fu trasmessa negli Stati Uniti dal 27 novembre 1988 al 1º marzo 1989 sulla rete televisiva CBS. In Italia è stata trasmessa con il titolo Quasi adulti.
Alcune delle uscite internazionali sono state:
- negli Stati Uniti il 27 novembre 1988 (Almost Grown)
- in Spagna (Anys de tendresa)
- in Italia (Quasi adulti)

## Episodi
| Stagione       | Episodi | Prima TV USA |
| -------------- | ------- | ------------ |
| Prima stagione | 13      | 1988-1989    |